# John Farrow
John Villiers Farrow (Sydney, 10 de fevereiro de 1904 — Beverly Hills, 27 de janeiro de 1963) foi um diretor de cinema australiano que fez carreira em Hollywood.

## Carreira
John Farrow foi marinheiro e chegou em Hollywood na condição de roteirista. Escreveu diversos livros, entre os quais um dicionário taitiano- francês - inglês, romances, biografias e uma peça de teatro. Casou-se com a atriz Maureen O'Sullivan em 1936, com quem teve sete filhos, entre os quais a atriz Mia Farrow. Em 1957, dividiu com outros dois colegas o Oscar de roteiro adaptado por "A Volta ao Mundo em 80 Dias (Around the World in 80 Days, 1956). Faleceu de enfarte.
Entre seus filmes, geralmente de baixo orçamento, destacam-se Cinco Devem Voltar (Five Came Back, 1939), Nossos Mortos Serão Vingados (Wake Island, 1942), pelo qual recebeu sua única indicação para o Oscar de diretor, A Noite Tem Mil Olhos (The Night Has a Thousand Eyes, 1948), O Relógio Verde (The Big Clock, 1948), Seu Tipo de Mulher (His Kind of Woman, 1951) e Caminhos Ásperos (Hondo, 1953), western clássico estrelado por John Wayne.

## Filmografia
Todos os títulos em português referem-se a exibições no Brasil. Foram excluídos os curta-metragens com os quais estreou na direção.
- 1937 Aviso Sinistro (The Invisible Menace)
- 1937 Men in Exile
- 1937 West of Shanghai
- 1937 Corações em Chamas (She Loved a Fireman)
- 1938 A Pequena Talismã (Little Miss Thoroughbred)
- 1938 Filhos sem Lar (My Bill)
- 1938 Unidas pelo Destino (Broadway Musketeers)
- 1939 Adolescência (Sorority House)
- 1939 Mulheres que o Vento Leva (Women in the Wind)
- 1939 A Volta do Santo (The Saint Strikes Back)
- 1939 Reno, Paraíso dos Divórcios (Reno)
- 1939 Cinco Devem Voltar (Five Came Back)
- 1939 A Última Confissão (Full Confession)
- 1940 Casados e Apaixonados (Married and in Love)
- 1940 Vítimas do Divórcio (A Bill of Divorcement)
- 1942 Nossos Mortos Serão Vingados (Wake Island)
- 1942 Os Comandos Atacam de Madrugada (Commandos Strike at Dawn)
- 1943 Irmãos em Armas (China)
- 1944 A Quadrilha de Hitler (The Hitler Gang)
- 1945 Amarga Ironia (You Came Along)
- 1946 Califórnia (California)
- 1946 A Hiena dos Mares (Two Years Before the Mast)
- 1947 Quatro Irmãos a Queriam (Blaze of Noon)
- 1947 À Espera de um Milagre (Easy Come, Easy Go)
- 1947 Calcutá (Calcutta)
- 1948 A Noite Tem Mil Olhos (Night Has a Thousand Eyes)
- 1948 O Relógio Verde (The Big Clock)
- 1948 Código de Honra (Beyond Glory)
- 1949 Brasa Viva (Red, Hot and Blue)
- 1949 O Enviado de Satanás (Alias Nick Beal)
- 1950 O Vale da Ambição (Copper Canyon)
- 1950 Trágico Destino (Where Danger Lives)
- 1951 Seu Tipo de Mulher (His Kind of Woman)
- 1951 O Tigre dos Mares (Submarine Command)
- 1952 A Bela e o Renegado (Ride, Vaquero!)
- 1953 A Nau dos Condenados (Botany Bay)
- 1953 Pergaminho Fatídico (Plunder of the Sun)
- 1953 Caminhos Ásperos (Hondo)
- 1954 Após a Tempestade (A Bullet Is Waiting)
- 1955 Mares Violentos (The Sea Chase)
- 1956 De Volta da Eternidade (Back from Eternity)
- 1957 A Vergonha de Ser Profana (The Unholy Wife)
- 1959 Ainda Não Comecei a Lutar (John Paul Jones)